# Del Connell
Del Connell (Cincinnati, 7 giugno 1918 – 12 agosto 2011) è stato un fumettista statunitense.
È stato un importante sceneggiatore della Disney che ha scritto e supervisionato un gran numero di storie, oltre che a creare famosi personaggi come SuperPippo. 

## Biografia
Connell incomincia a collaborare allo Studio Disney nel 1939, dove viene assegnato al Character Model Department, dove venivano creati i personaggi che poi verranno utilizzati dagli animatori nei lungometraggi animati e in questa veste partecipa alla realizzazione lungometraggi come Fantasia (1940), Dumbo (1941) e Il drago riluttante (1941). Dopo quattro anni di servizio militare, nel 1945 ritorna a collaborare con la Disney come sceneggiatore collaborando a film come I tre caballeros del 1945 e Alice nel Paese delle Meraviglie del 1951. Nel 1950 passa a lavorare per la Western dove, per gli albi da questa editi, ha sceneggiato fumetti con personaggi della Disney come Topolino, Paperino e soprattutto Paperone e in particolare realizza storie per i vari speciali (Vacation Parade, Christmas Parade, ...). Di questo periodo sono le seguenti storie: Paperino e il Natale in grigio (1953), disegnata da Jack Bradbury, Paperino in Il grande scambio (1954), con i disegni di Tony Strobl, Paperino e l'ospitalità del Vecchio Sud (1952), con i disegni di Bob Moore, Paperino e il becco del tesoro (1955), su disegni di Dick Moores. Suoi sono anche gli adattamenti di lungometraggi come Alice nel Paese delle Meraviglie, su disegni di Riley Thomson e Bob Grant, Peter Pan e Lilli e il Vagabondo, disegnati da Al Hubbard, col quale realizza, nel 1956 il primo albo dedicato a Lillo, il figlio di Lilli e del Vagadondo. Come quasi tutti gli artisti in forza alla Western, anche Del si occupa anche di personaggi della Warner (Bugs Bunny, Porky Pig), della MGM (Tom & Jerry, Barney Bear) e quelli creati da Walter Lantz (Picchiarello, Andy Panda).
Nel 1956, Connell diventa direttore editoriale, carica che terrà fino al 1984: in queste vesti supervisionerà migliaia di storie e illustrazioni che ogni anno l'editore pubblicherà sugli albi a fumetti e sui libri illustrati. Tale impegno, però, non gli impedisce di creare nuovi personaggi: prima, con l'altro curatore editoriale Chase Craig, crea Super Pippo, inizialmente disegnato da Paul Murry (1965), quindi il Prode Cavaliere, una sorta di supereroe del Medioevo che, con un cavallo volante e una lancia multiuso, sempre accompagnato dal fido scudiero Ciccio, affrontava pericoli e nemici per proteggere gli indifesi contadini. La serie, che anticipa così di alcuni anni l'idea che sta alla base dell'ispettore Gadget, esordisce nel 1979 con i disegni di Pete Alvarado. A tutto ciò affianca anche l'impegno come sceneggiatore delle strisce quotidiane e delle tavole settimanali di Topolino, disegnate da Floyd Gottfredson e Manuel Gonzales, lavoro che lo terrà impegnato a partire dal 1968 fino al 1988, anno del suo ritiro in quel di Tehachapi, nel sud della California, dove ha vissuto fino alla sua scomparsa, avvenuta il 12 agosto 2011.

## Riconoscimenti
Nel 2011 ha ricevuto un premio alla carriera per sceneggiatori, il Bill Finger Award.